# Franklin Cale
Franklin Cale (ur. 10 maja 1983 w Kapsztadzie) – południowoafrykański piłkarz występujący na pozycji pomocnika.
W 2009 zadebiutował w reprezentacji RPA.

## Kariera klubowa
Franklin w młodości grał w takich klubach jak FC Fortune, Ajax Kapsztad i Steenberg United. W 2004 trafił do zespołu Ajax Kapsztad, gdzie grał 5 lat. W 2009 dołączył do Mamelodi Sundowns. W latach 2012–2013 występował w Supersport United. Następnie grał w południowoafrykańskim klubie Ajax Kapsztad, a w 2016 roku przeszedł do Highlands Park FC. Karierę kończył w 2018 roku w Ubuntu Cape Town FC.